# Política dos Estados Federados da Micronésia
Em 3 de Novembro de 1986, o governo dos Estados Federados da Micronésia assinou um Tratado de Livre Associação com os Estados Unidos, que passaram a ter autoridade total e responsabilidade pela defesa do território, além de terem instituído um programa federal de assistência aos EFM(Estados Federais da Micronésia).
O território é governado por um Congresso unicameral com 14 membros eleitos por voto popular. Quatro senadores - um de cada estado - têm mandatos de 4 anos; os  10 senadores restantes representam os distritos de acordo com a respectiva população e têm mandatos de 2 anos.
O Presidente e vice presidente, com funções executivas são eleitos pelo Congresso de entre os quatro representantes dos estados, para mandatos de 4 anos. As suas posições no Congresso são depois preenchidas por eleições especiais.
Não existem partidos políticos organizados.